# Johann Tserclaes Tilly
Johann Tserclaes Tilly, Johann Tilly, även Jean Tserclaes Tilly född i februari 1559 på slottet Tilly i Villers-la-Ville i Brabant i nuvarande Belgien, död 30 april 1632 i Ingolstadt, Bayern, var en tysk riksgreve (från 1623) och fältherre, först i spansk, sedan i österrikisk tjänst.

## Biografi
Tillys far avsåg att sonen skulle vara verksam inom kyrkan och han lämnades därför till jesuiterna för uppfostran. Han själv var dock intresserad av en militär karriär och vid 21 års ålder trädde han därför in i spansk tjänst och deltog i striderna mot Nederländerna, som vid denna tid kämpade för sin frihet.
1598 gick Tilly in i österrikisk tjänst med graden överstelöjtnant och deltog 1600-1602 i deras krig mot Osmanska riket, från 1601 i spetsen för ett av honom själv värvat vallonskt regemente. Därefter gick Tilly över i bayersk tjänst och hjälpte hertig Maximilian I att ombilda sina militära styrkor.
Tilly, som själv var starkt övertygad katolik, blev den katolska ligans överbefälhavare då denna bildades 1609. Hans krigföring grundade sig på den spanska skolan och sedan trettioåriga kriget brutit ut fick han många tillfällen att praktisera militärt ledarskap. Sommaren 1620 ryckte han in i Övre Österrike i spetsen för 30000 man, skyddade kejsare Ferdinand II från sina upproriska undersåtar. Tilly gick därefter in i Böhmen, segrade han i slaget vid Vita berget 8 november 1620 och tryckte därmed ned det böhmiska upproret. 1621–1624 vann han avgörande framgångar över markgreve Georg Fredrik av Baden-Durlach, vid Wimpfen 26 april 
1622, och hertig Christian av Braunschweig-Wolfenbüttel, vid Höchst 10 juni 1622 och vid Stadtlohn 6 augusti 1623. Som belöning upphöjdes Tilly därför till riksgreve.
Därefter fick Tilly i uppdrag att kuva hela norra Tyskland. När Danmarks kung Kristian IV gav sig i kampen mot katolikerna, vann Tilly, trots en underlägsen styrka, en fullständig seger över danskarna i slaget vid Lutter am Barenberge 17 augusti (g.s.) 1626. Tillsammans med Albrecht von Wallenstein lade han därefter under sig hela norra Tyskland och Danmarks fastland.
Efter att Wallensteins avsatts 1630 blev Tilly överbefälhavare över alla kejserliga trupper och fick Gustaf II Adolf till motståndare. Erövringen av Magdeburg 10 maj 1631 blev därefter hans första bedrift. Han ryckte därefter mot Gustaf II Adolfs styrkor, men lyckades inte locka de svenska styrkorna ur sitt befästa läger vid Werben, och Tilly drog sig därför ned mot Thüringen. I Sachsen, dit kejsaren sände 
honom i slutet av augusti 1631, mötte han strax därefter sina svenska fiender. I slaget vid Breitenfeld 7 september 1631 led Tilly ett grundligt nederlag. Långsamt drog sig Tilly därefter tillbaka till Bayern och tog slutligen upp ställningar vid det befästa Rain bakom Lech för att hindra Gustaf II Adolf att rycka in i Bayern. I slaget vid Rain 5 april 1632, 30 km norr om Augsburg, besegrades Tilly. I samband med slaget träffades Tilly i ena knät av en kanonkula från en svensk falkonett. Han fördes till Ingolstadt för återhämtning. När Gustav Adolf hörde om skadeskjutningen skickade han en läkare för att behandla sin gamla motståndare men förgäves då Tilly dog några veckor senare av stelkramp som en följd av skadan. 
Tilly, som själv fått en hård uppfostran, krävde sträng lydnad av sina underordnade. Han betraktades som en god soldat, begåvad, skarpsynt och skicklig fältherre. Dessutom betraktades han som en oegennyttig och hederlig person, vilket inte alltid var fallet med militära befälhavare vid denna tid.